# Чон Чжэ Вон
Чон Джэ Вон (кор. 정재원; англ. Chung Jae-won; род. 21 июня 2001 года) — корейский конькобежец, серебряный призёр зимних Олимпийских игр 2018 и 2022 года, бронзовый призёр чемпионата мира, 6-кратный чемпион Кореи и 10-кратный призёр чемпионата Кореи.

## Биография
Чон Джэ Вон родился в Сеуле, где и начал заниматься конькобежным спортом в возрасте 6-ти лет, в первом классе начальной школы Шин Хен. Огромное влияние на него оказал старший брат Джэ Ун. В 2012 году он впервые участвовал на национальных соревнованиях начальных школ, и уже через год занял 1-е место в сумме многоборья. Он продолжал брать первые места и на соревнованиях средних школ. С 2017 года стал участвовать в чемпионате Кореи среди юниоров. 
В октябре 2017 года Джэ Вон дебютировал на взрослом чемпионате Кореи и сразу поднялся на 2-е место в забеге на 5000 м. Он стартовал в начале сезона 2017-18 года на  1-м этапе Кубка мира в голландском Херенвене, где сразу занял 3-е место в масс-старте. В феврале 2018 года на своих первых зимних Олимпийских играх в Пхёнчхане завоевал серебряную медаль вместе с Ли Сын Хуном и Ким Минсоком в командной гонке. Также занял 8-е место в масс-старте.
В марте 2018 он также участвовал на чемпионате мира среди юниоров в Солт-Лейк-Сити, завоевав золотые медали в забеге на 5000 м и в командной гонке. В сезоне 2018/19 на  4-м этапе Кубка мира в Херенвене стал 2-м в масс-старте. В феврале 2019 года на чемпионате мира на отдельных дистанциях в Инцелле он выиграл бронзовую медаль в масс-старте. Следом на чемпионате мира среди юниоров выиграл золото в забеге на 1500 м и серебро на 1000 м.
В сезоне 2019/20 Джэ Вон на  1-м этапе Кубка мира в Минске вновь был 2-м в масс-старте. В начале января 2020 года на чемпионате четырёх континентов в Милуоки выиграл серебряные медали в масс-старте и в командной гонке. В феврале на чемпионате мира в Солт-Лейк-Сити занял 8-е место в масс-старте. В финале  Кубка мира в Херенвене в марте он выиграл своё первое золото в масс-старте.
В сезоне 2020/21 Джэ Вон участвовал только на национальном чемпионате из-за пандемии коронавируса. В 2022 году на зимних Олимпийских играх в Пекине завоевал серебряную медаль в масс-старте и занял 6-е место в командной гонке. На 103-м Национальном Фестивале зимних видов спорта в марте 2022 года он выиграл четыре золотые медали. В сезоне 2022/23 на 2-м этапе Кубка мира в Херенвене выиграл серебро в масс-старте.
В декабре 2022 года на чемпионате четырёх континентов в Квебеке завоевал золотые медали в масс-старте и в командной гонке. В феврале 2023 года на 6-м этапе Кубка мира в Томашуве-Мазовецком Джэ Вон занял 2-е место в масс-старте, а в марте на чемпионате мира на отдельных дистанциях в Херенвене в полуфинале масс-старта занял 2-е место, а в финале финишировал только 15-м.
В сезоне 2023/24 на 4-м этапе Кубка мира в Томашуве-Мазовецком стал 2-м в масс-старте, следом выиграл в очередной раз чемпионат Кореи по многоборью. В январе 2024 года на чемпионате четырёх континентов в Солт-Лейк-Сити выиграл масс-старт и стал бронзовым призёром в забеге на 1500 м. Там же на 5-м этапе Кубка мира взял золото и на 6-м этапе взял серебро в масс-старте. 
На чемпионате мира на отдельных дистанциях в Калгари Джэ Вон занял лучшее 11-е место в масс-старте, а следом на чемпионате мира в классическом многоборье в Инцелле занял 12-е место.

## Личная жизнь
Чон Джэ Вон обучается в частном христианском Университете Мёнджи в Сеуле. 31 марта 2024 года он сыграл свадьбу с Чхве Джи ын. Его старший брат Чон Чжэ Ун выступал на зимних Олимпийских играх и этапах Кубка мира по конькобежному спорту.